# میرابو لامار
میرابو بناپارت لامار (به انگلیسی: Mirabeau B. Lamar) متولد ۱۷۹۸ در جورجیا، سیاست‌مدار تگزاسی و دومین رئیس جمهور در جمهوری تگزاس بود.
از مخالفین سرسخت میرابو لامار می‌توان سام هیوستون را نام برد. او بر خلاف هیوستون، با سرخ‌پوستان میانه خوبی نداشت، و معتقد بود جمهوری تگزاس نبایستی به آمریکا می‌پیوست، بلکه می‌باید تا اقیانوس آرام مرزگشایی می‌کرد.